# Houdo Sawadogo
Houdo Sawadogo (* 31. Dezember 1982) ist ein burkinischer Radrennfahrer.
Houdo Sawadogo gewann 2007 die dritte Etappe der Boucle du Coton nach Koudougou. Außerdem belegte er den dritten Platz bei dem Eintagesrennen Grand Prix Onatel. 2009 gewann er eine Etappe bei der Tour du Cameroun.

## Erfolge
2007
- eine Etappe Boucle du Coton

2009
- eine Etappe Tour du Cameroun